# Sture Nordholm
Sture Nordholm, född 1944, är en svensk kemist.
Nordholm doktorerade 1972 och utnämndes 1987 till professor i fysikalisk kemi vid Göteborgs universitet. Han invaldes 1987 som ledamot av Kungliga Vetenskaps- och Vitterhetssamhället i Göteborg och 1999 av Vetenskapsakademien.